# Damián Dalaseno
Damián Dalaseno (en griego Δαμιανός Δαλασσηνός; ca. 940-19 de julio de 998) fue un aristócrata bizantino y el primer miembro conocido de la familia noble de los Dalassenos. Es conocido por su servicio como dux de Antioquía entre 996 y 998. Luchó contra los fatimíes con cierto éxito, hasta que fue asesinado en la batalla de Apamea en julio de 998.

## Biografía
Damián es el primer miembro atestiguado del distinguido clan de los Dalasenos. Se desconoce su infancia, pero por razones genealógicas se estima que nació en torno a 940. No se sabe nada de él antes del año 995/6, cuando el emperador Basilio II lo nombró gobernador de Antioquía en sucesión a Miguel Burtzes tras la derrota de este en la batalla de los Orontes en septiembre de 994.  Este puesto fue uno de los más importantes puestos militares del Imperio bizantino, ya que su titular comandaba las fuerzas desplegadas contra el Califato fatimí y los gobernantes musulmanes semiautónomos de Siria. En esta capacidad, ostentaba el alto título de patricio según John Skylitzes o Magister officiorum según Stephen de Taron.
Los Dalasenos mantuvieron una postura agresiva. En el año 996 sus fuerzas asaltaron los alrededores de Trípoli y Arqa, mientras que Manjutakin, de nuevo sin éxito, sitió Alepo y Tartús, que los bizantinos habían ocupado y refortificado el año anterior, pero se vio obligado a retirarse cuando Dalaseno con su ejército vino a relevar la fortaleza. La derrota fatimí se vio agravada por el hundimiento de una flota fatimí, destinada a apoyar las operaciones de Manjutakin, antes de Antartus. Dalassenos repitió sus incursiones contra Trípoli en 997, llevando muchos cautivos. También atacó las ciudades de Raphanea, Awgh y al-Lakma, capturando esta última y llevando a sus habitantes en cautiverio.
En junio/julio de 998, marchó con sus tropas a Apamea para tomar la ciudad después de que un incendio catastrófico quemara sus provisiones. Los alepinos intentaron tomar la ciudad primero, pero se retiraron al acercarse los Dalasenos, que no podían permitir que un vasallo se hiciera demasiado fuerte. El gobernador fatimí local, al-Mala'iti, pidió ayuda, pero el ejército de socorro bajo el mando de Jaysh ibn al-Samsama se retrasó al tener que ocuparse primero de suprimir la Revuelta de Tiro patrocinada por los bizantinos. Después de que Tiro fuera sometida, Jaysh trasladó su ejército a Damasco, desde donde procedió a enfrentarse a los Dalasenos. Ibn al-Qalanisi informa que para entonces, Apamea estaba cerca de rendirse debido a la hambruna. En la batalla resultante, librada el 19 de julio de 998, los bizantinos salieron inicialmente victoriosos, pero un oficial kurdo logró matar a los dalassenos, tras lo cual el ejército bizantino se desplomó y huyó. Dos de sus hijos, que acompañaban a los Dalasenos, fueron llevados cautivos a El Cairo, donde permanecieron durante diez años, mientras que Esteban de Taron informa de manera algo dudosa que uno de sus hijos fue asesinado. Damián Dalaseno fue sucedido como dux de Antioquía por Nicéforo Urano.

## Familia
Damián Dalaseno tuvo al menos tres hijos:
- Constantino Dalaseno, dux de Antioquía en 1025 y favorito del emperador Constantino VIII (r. 1025-1028).
- Teofilacto Dalaseno, también dux de Antioquía.
- Romano Dalaseno, catepán de Iberia.

Theofilacto fue probablemente el padre de Adrianos, el abuelo materno de Ana Dalasena, la madre del emperador Alejo I Comneno, fundador de la Dinastía de los Comnenos.